# 早野川
早野川（はやのがわ）は、神奈川県川崎市麻生区を流れる普通河川。鶴見川水系の支流。

## 地理
神奈川県川崎市麻生区王禅寺東三丁目の般若面調整池に源を発し、麻生区内を南に流れ鶴見川（谷本川）に合流する。

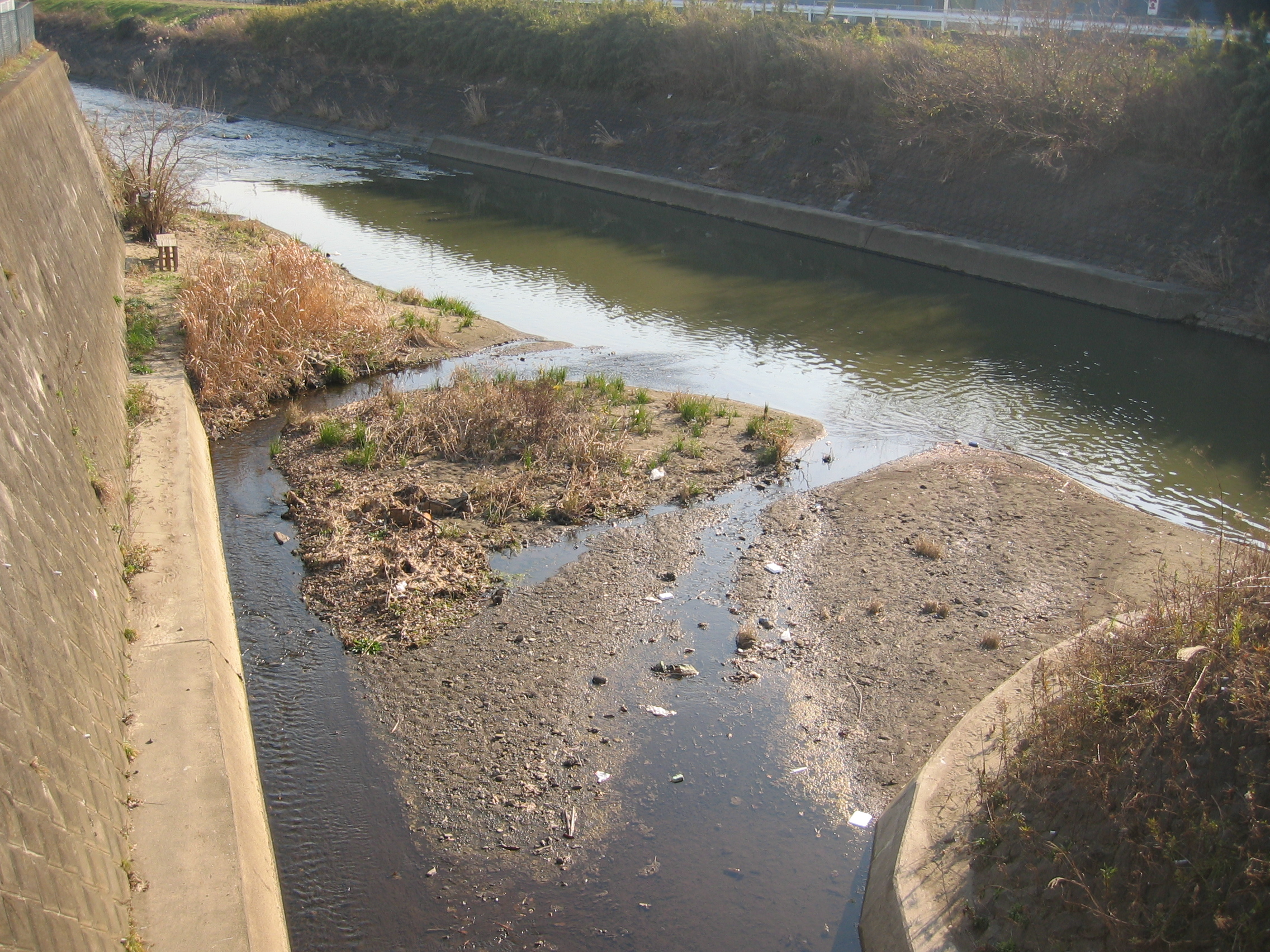
鶴見川（谷本川）との合流点